# 百丈漈镇
百丈漈镇是中华人民共和国浙江省温州市文成县下辖的一个镇。
2011年，原二源乡以及原富岙乡土盖后村，并入百丈漈镇。

## 行政区划
百丈漈镇下辖以下村级行政区划单位：
篁庄村、西里村、西段村、镇头村、底大会村、外大会村、上石庄村、下石庄村、长垄村、新亭村、长塘村、同垟村、富洋村和壒后村。